# Ernesto Aroztegui
Ernesto Aroztegui (Melo, Cerro Largo, 25 de agosto de 1930-Montevideo, 19 de enero de 1994) fue un artista uruguayo, destacado en el arte textil, actor de teatro y docente. Es considerado el artista inaugural de la historia del tapiz uruguayo. Su obra, oculta en colecciones privadas después de su muerte, se hace pública en un libro y en la exposición restropectiva de la misma, por iniciativa de un grupo de exalumnos de Uruguay, Brasil y Argentina en el año 2013.

## Biografía
El artista, oriundo del departamento de Cerro Largo, mostró interés en diferentes ámbitos de creación y actuación artística desde su juventud: diseñó máscaras, ropa, muebles e incursionó en teatro, danza y cine.
Entre 1957 y 1971 actuó y enseñó en el teatro independiente con destacados elencos y directores en El Galpón, TCM y Teatro del Centro.
La inclinación por la tapicería fue favorecida por una exposición de gobelinos franceses en 1957 y la primera muestra de tapicería polaca en 1965, realizadas en Montevideo. También recrea retratos fotográficos en el dibujo sobre tela y bastilla.

A mí no me importa copiar de fotos porque es otro lenguaje, otra escala, otra dimensión y otra materia
Ernesto Aroztegui, 1991

### Formación
En 1957 egresó del Instituto de Profesores Artigas en la especialidad dibujo y estudió en la Facultad de Humanidades de la UDELAR con Fernando García Esteban, Jorge Romero Brest y Julio Payró.
Su formación fue influenciada por la generación del 45, con profesores como Ángel Rama, Carlos Real de Azúa, Carlos Quijano, Antonio Grompone, Fernando García Esteban, Atahualpa del Cioppo y artistas como Juan Carlos Onetti, Carlos Martínez Moreno, Armonía Somers, José Cuneo Perinetti, Joaquín Torres García, Germán Cabrera, Manuel Espínola Gómez. Fue autodidacta en la técnica del tapiz ya que no había ningún legado indígena del arte textil en Uruguay y muy poco de la época colonial, de manera que se basó en la producción doméstica del medio rural realizada en telares criollos con lana vellón y algunas experiencias aisladas de tapicería, con lo cual pudo recrear el gobelino alto lizo.
A inicios del tapicismo en Uruguay, a falta de tradición local, los tapiceros dotan sus obras de un estatuto artístico, con contenidos pictóricos, superando lo meramente decorativo. La textura de la fibra es el material que utiliza para la creación de un género derivado del hiper-realismo: el retrato-tapiz.

### Actividad académica
Fue profesor de Dibujo y Expresión Plástica en  Educación Secundaria, y de arte textil en el Taller Montevideano de Tapices, creado por él en 1967, mediante el cual crea vínculos con otras instituciones en Buenos Aires, Porto Alegre y San Pablo, donde enseñó técnicas de tapiz.
Dictó cursos de Historia del arte en el teatro El Galpón y de técnica del gobelino en uno de los cinco talleres fundamentales de la Escuela Nacional de Bellas Artes. Integró diversos materiales y fibras que iniciaron la técnica tridimensional experimental en la línea de la nouvelle tapisserie. Dio inicio a los Encuentros de Tapiz, el primero de los cuales se realizó en 1973 y que se continúan realizando hasta el presente en forma bianual.
A partir de ese año y hasta 1985, durante la dictadura militar en Uruguay, la Escuela Nacional de Bellas Artes estuvo clausurada, motivo por el cual Aroztegui enseñó a nivel privado, para evitar censuras, prohibiciones y persecuciones. En 1982 formó parte del Centro de Tapicería Uruguaya (CETU) que nucleó numerosos tapiceros.
De regreso a la democracia, la Escuela de Bellas Artes vuelve a funcionar y Aroztegui ingresa a la misma por concurso en 1987, como docente de unos de los cinco talleres fundamentales del instituto.

## Obra
Después de su fallecimiento, sus obras (excepto la perteneciente al Museo Blanes) quedan en colecciones privadas, por lo cual no se conocen públicamente ni pueden ser estudiadas por los críticos. Exalumnos de la región impulsan la edición de un libro y organizan la retrospectiva de su producción desde 1930 a 1994, que se exhibe en el Centro de exposiciones Subte en 2014, a 20 años de su muerte.
En sus mejores tapices prevalece lo irracional y emerge su inconsciente:

mucho esfuerzo, energía, tiempo llevo consumidos para intentar liberarme del yo de lo intelectual e ignoro si lo he logrado en la medida que lo deseo
Ernesto Aroztegui (prólogo del catálogo de XLII la Bienal de Venecia)

Se manifiesta en su serie «Retratos reales y Retratos Fantásticos» donde expresa su visión del  Virrey Pedro Melo, del Obispo Óscar Romero, de Sigmund Freud con cáncer, de Golda Meir, de Jorge Luis Borges, de José Cuneo Perinetti, de Albert Einstein, su propio autorretrato. La serie de las anamorfosis, muestra un estilo hiperrealista con deformaciones que vienen del Renacimiento tardío de figuras famosas como Fidel Castro, Manuel Espínola Gómez, Germán Cabrera, Ernesto Sabato.
En sus tejidos utiliza básicamente lana acrílica, además de hilo sisal, yute, algodón, lino, plástico. En papel, utiliza técnicas grasas sobre lona y papel, cuyas temáticas son fruto de la fantasía o toman como referente fotografías.
Utiliza una hipertécnica, con referencia al arte copto, que tuvo su esplendor a fines del siglo IV.
Parte de su obra, presentada en la XLII Biennale di Venezia, se encuentra en el libro del mismo nombre, compilada por Ángel Kalenberg, editada por el MEC y el Museo Nacional de Artes Plásticas y Visuales, en el año 1986.

## Homenajes y premios
En 1983 recibió el premio Fraternidad de la filial uruguaya de B'nai B'rith en la categoría Artes Plásticas, como reconocimiento público a los méritos acumulados en su carrera.
La Administración Nacional de Correos emitió en 1999 una serie de tres estampillas que contemplan tres disciplinas artísticas, entre las cuales se encuentra la del tapicista Ernesto Aroztegui. Fue uno de los temas propuestos para el Certamen Uruguay en los Sellos y conmemora los 5 años de su muerte: tiene como fondo un tapiz con la técnica del gobelino y su título es «Autorretrato».